# 卡利亚诺 (特伦托自治省)
卡利亚诺（義大利語：Calliano），是意大利特伦托自治省的一个市镇。总面积17.44平方公里，人口1580人，人口密度90.6人/平方公里（2009年）。ISTAT代码为022035。

## 友好城市
- 義大利阿斯蒂省卡利亚诺
- 法國卡利扬